# Schuylerville
Schuylerville – wieś w Stanach Zjednoczonych, w stanie Nowy Jork, w hrabstwie Saratoga.